# Vítězslav Vobořil
Vítězslav Vobořil ist ein ehemaliger tschechoslowakischer Radrennfahrer und Weltmeister im Radsport.

## Sportliche Laufbahn
Vobořil war Bahnradfahrer. 1985 gewann er bei den UCI-Bahn-Weltmeisterschaften mit seinem Partner Roman Řehounek den Titel im Tandemrennen. 1986 konnten beide den Titel verteidigen.
1987 gewann er mit Lubomír Hargaš die Bronzemedaille bei der Weltmeisterschaft. 1985, 1986 und 1987 gewann er den nationalen Titel im Tandemrennen mit Řehounek. 1986 und 1987 wurde er Vize-Meister im 1000-Meter-Zeitfahren. 1985 wurde Vobořil Dritter der Meisterschaft im Sprint.